# Тесленко, Александр Николаевич (тренер)
Александр Николаевич Тесленко (род. 14 августа 1955 года в Лозовой) — украинский тренер по лёгкой атлетике. Подготовил более 15 мастеров спорта, чемпионов и рекордсменов Украины и международных соревнований.

## Биография
Учился с 1973 по 1977 год в Киевском государственном институте физической культуры на спортивном факультете. С 1977 года начал тренерскую карьеру в ДЮСШ СК «Звезда», тренером отделения легкой атлетики.
Среди его учеников: Грабарь (Пидкопайло) Наталья — мастер спорта СССР, участница чемпионата мира и Европы (1988, Германия). Рекордсменка Советского Союза в эстафете 4×400 м, трёхкратная чемпионка Советского Союза (Ленинград, 1986—1988), победительница матчевой встречи Украина-Румыния (Бухарест, 1988) и СССР-ГДР (1986, Германия); Опря (Иванова) Мария — мастер спорта Украины, участница Кубка Европы (Мюнхен, 2007) в беге на 400 м с барьерами (5-е место), семикратный призёр чемпионата Украины по барьерному бегу; Тесленко (Смиляк) Елена (жена Александра) — мастер спорта Советского Союза, бронзовый призёр чемпионата Советского Союза (Ленинград, 1988), серебряный призёр чемпионата Украины (Житомир, 1991); Денис Тесленко (сын Александра) — дважды серебряный призёр чемпионата Украины на дистанции 400 м с барьерами и в эстафете 4 по 400 метров.